# Овчинников, Михаил Алексеевич
Михаи́л Алексе́евич Овчи́нников (14 сентября 1949 — 2 апреля 2013) — российский деятель культуры, педагог.
Заслуженный деятель искусств Российской Федерации (1995), доктор искусствоведения, профессор, академик.

## Биография
Родился 14 сентября 1949 года в Калинине (ныне Тверь). В 1969 году окончил Музыкальное училище при Московской консерватории, затем саму консерваторию по классу фортепиано (проф. В. А. Натансон).
Работал в Хоровом училище им. Свешникова, Министерстве культуры СССР, главным редактором издательства «Музыка», проректором, а затем, с 1991 года, ректором Московской консерватории.
В 2000 году был снят с должности министром культуры Швыдким. Причины снятия с должности были оспорены в суде, через 2 года Овчинников был восстановлен в должности по суду, затем Городской суд Москвы отменил это решение.
Скончался М. А. Овчинников 2 апреля 2013 года в Москве.
Сын — пианист Николай Овчинников.